# Goldbach (Nessetal)
Goldbach ist ein Ortsteil der Landgemeinde Nessetal im thüringischen Landkreis Gotha.

## Lage
Goldbach liegt nordwestlich von Gotha in Richtung Bad Langensalza an der Landesstraße 1030 unweit der Bundesstraßen 7 und 247 im Ackerbaugebiet um Gotha.

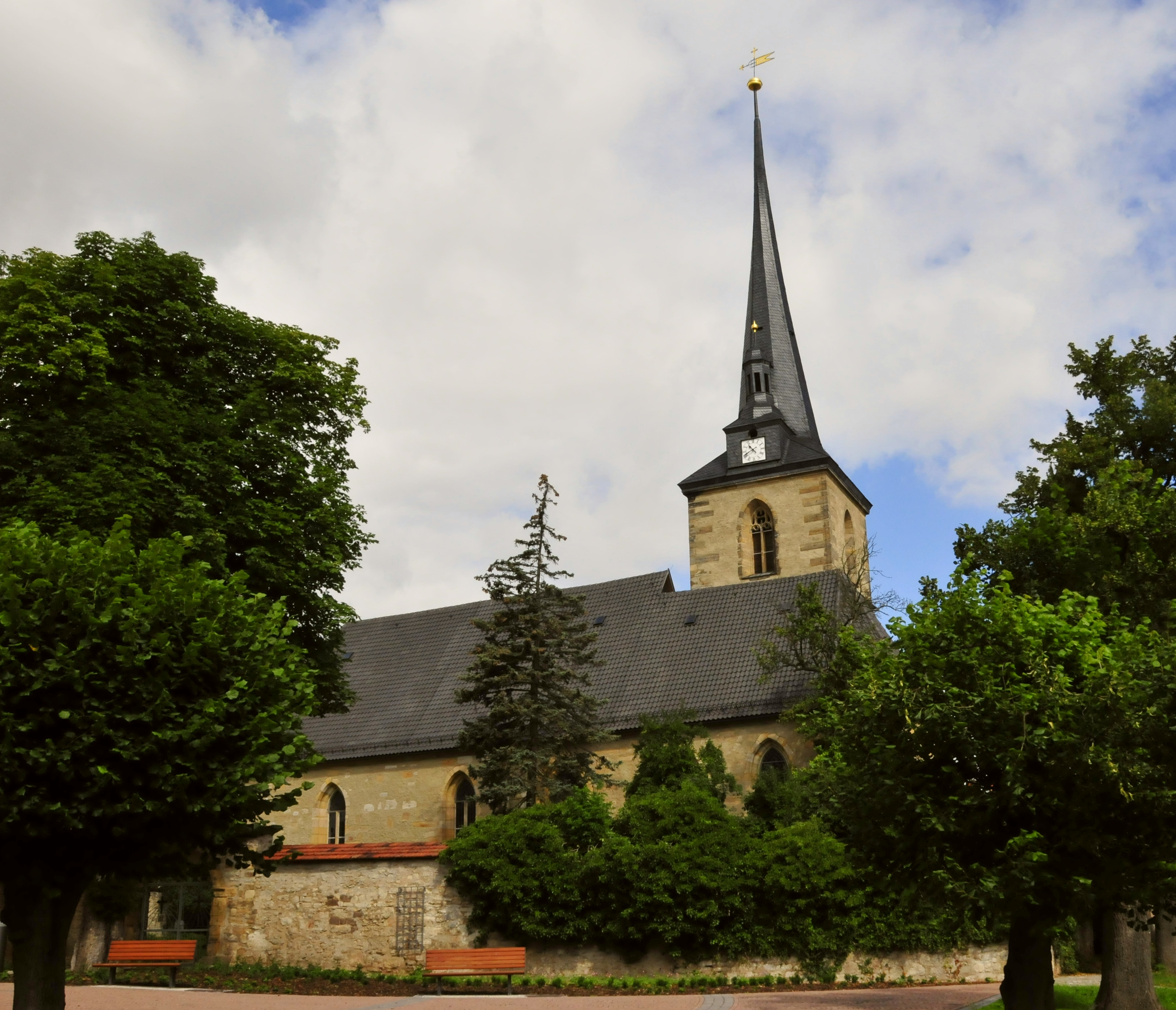
Dorfkirche St. Peter

## Geschichte
Das Dorf Goldbach wurde zwischen 780 und 802 erstmals urkundlich genannt. Der Ritter Hellwig von Goldbach gehörte ab 1247 dem Gefolge der Landgräfin Beatrix, Gemahlin Heinrichs Raspes, an. Er wurde dann als Marschall erwähnt. Der Ort im Amt Gotha gehörte ab 1640 zum Herzogtum Sachsen-Gotha, ab 1672 zum Herzogtum Sachsen-Gotha-Altenburg und ab 1826 zum Herzogtum Sachsen-Coburg und Gotha. Seit 1920 lag er im Land Thüringen.
Die Bauern des Dorfes mussten zu Zeiten der DDR ihre Betriebe kollektivieren lassen.
Goldbach hatte eine reiche Adjuvanten-Tradition. Das Adjuvantenarchiv bewahrte unter anderem einen kompletten Jahrgang mit Kantaten von Georg Philipp Telemann aus dem Besitz des Kantors Johann Georg Metz in Tambach, der 1746/47 von der Kirchgemeinde Goldbach angekauft worden war. Seit 2012 wird der Notenbestand des Adjuvantenarchivs Goldbach vom Hochschularchiv der Hochschule für Musik Franz Liszt Weimar verwahrt und erschlossen.
Am 1. Januar 2019 wurden die zuvor selbständigen Gemeinden Goldbach, Ballstädt, Bufleben, Friedrichswerth, Brüheim, Haina, Hochheim, Remstädt, Wangenheim, Warza und Westhausen zur Landgemeinde Nessetal zusammengeschlossen. Goldbach war Mitglied der Verwaltungsgemeinschaft Mittleres Nessetal.

## Einwohnerentwicklung
Entwicklung der Einwohnerzahl (31. Dezember):
| - 1994 – 1335 - 1995 – 1490 - 1996 – 1611 - 1997 – 1730 - 1998 – 1870 - 1999 – 1936 | - 2000 – 1951 - 2001 – 1918 - 2002 – 1892 - 2003 – 1869 - 2004 – 1809 - 2005 – 1800 | - 2006 – 1780 - 2007 – 1746 - 2008 – 1738 - 2009 – 1720 - 2010 – 1694 - 2011 – 1687 | - 2012 – 1672 - 2013 – 1679 - 2014 – 1660 - 2015 – 1665 - 2016 – 1672 - 2017 – 1642 |

Datenquelle: Thüringer Landesamt für Statistik

## Sehenswürdigkeiten
Die spätgotische evangelisch-lutherische Kirche St. Peter stammt aus dem frühen 16. Jahrhundert und steht unter Denkmalschutz.
- Siehe auch: Liste der Kulturdenkmale in Nessetal

## Persönlichkeiten
- Cyriakus Günther (1650–1704), Kirchenlieddichter
- Carl Kehr (1830–1885), Volksschulpädagoge und pädagogischer Schriftsteller
- Emil Lerp (1886–1966), Unternehmer und Erfinder